# Khalid an-Naqschbandi

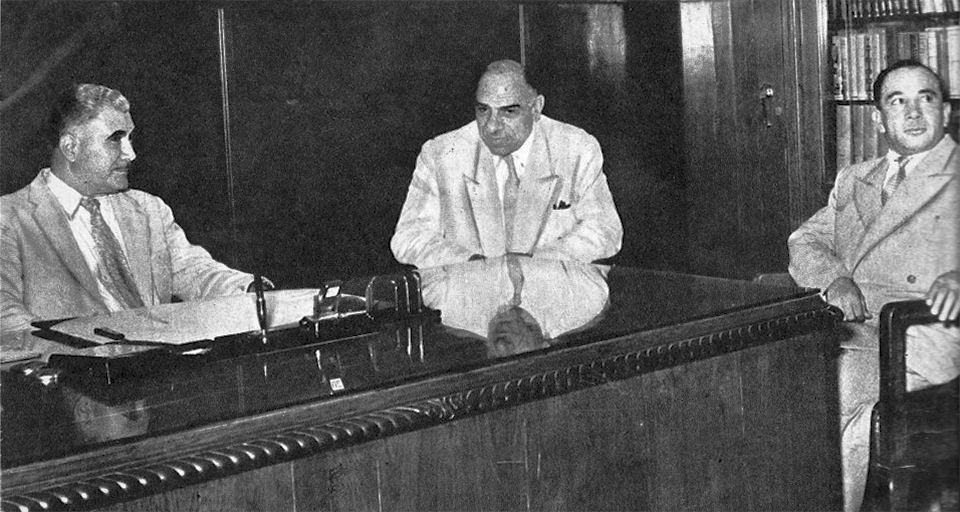
Irakischer Souveränitätsrat 1958:
ar-Rubai'i (links), Kubba (Mitte) und
an-Naqschbandi (rechts)

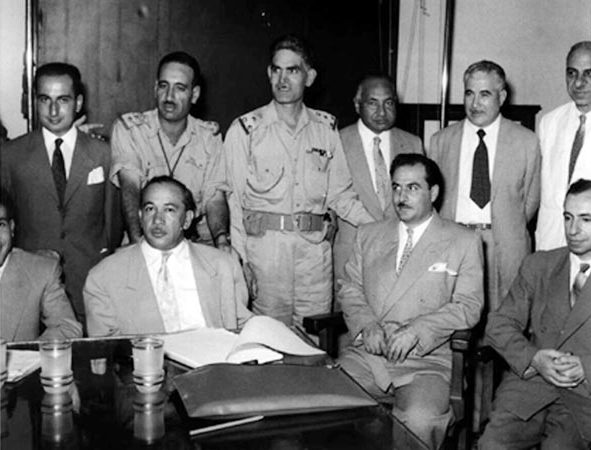
Iraks Führung nach der Revolution von 1958: u. a. an-Naqschbandi (erste Reihe, Mitte links sitzend), Qasim (zweite Reihe, Mitte), ar-Rubai'i (zweite Reihe, fünfter von links)

Khalid an-Naqschbandi (* 1916 in Amadiya, damals noch Osmanisches Reich; † 27. November 1961 in Bagdad, Irak) war ein kurdischer Politiker im Irak. Er entstammte einer religiösen Großgrundbesitzerfamilie aus Arbil im Nordirak. Zunächst diente er als Offizier in der königlich-irakischen Armee, im Königreich Irak war er bis zur Revolution vom 14. Juli 1958 Gouverneur von Arbil.
Nach der Beseitigung der Monarchie wurde an-Naqschbandi in der von Abd al-Karim Qasim errichteten Republik 1958 Mitglied des Souveränitätsrates (Sovereignty Council). Dieser dreiköpfige Rat fungierte als kollektives Staatsoberhaupt (Staatsrat), hatte jedoch nur repräsentative bzw. zeremonielle Aufgaben. Jedes der drei Ratsmitglieder repräsentierte eine der drei großen Volksgruppen des Irak: an-Naqschandi die sunnitischen Kurden, Muhammad Nadschib ar-Rubai'i die sunnitischen Araber und Muhammad Mahdi Kubba die schiitischen Araber. Als Stellvertreter des Vorsitzenden ar-Rubai'i war an-Naqschbandi de facto stellvertretender Staatschef des Irak und somit der erste Kurde in dieser Position.
Obwohl die irakische Regierung die Berufung an-Naqshbandis als wohlwollende Geste gegenüber den Kurden verstanden wissen wollte, verschlechterte sich das Verhältnis zwischen Premierminister Qasim und Kurdenführer Mustafa Barzani rasch. In das Ende von an-Naqschbandis Amtszeit fällt somit der Beginn des von Barzani 1961 angezettelten Aufstands. Naqschbandi starb jedoch noch bevor sich Barzanis Aufstand zu einem jahrelangen irakisch-kurdischen Krieg entwickelte und Barzani schließlich den Panarabisten (Baathisten, Nasseristen) half, Qasim zu stürzen. 